# علم الآثار الماركسي
علم الآثار الماركسي هو نظرية علم آثار تفسر المعلومات الأثرية في إطار الماركسية. على الرغم من عدم وصف كارل ماركس ولا فريدريك إنجلز كيفية فهم علم الآثار حسب المفهوم الماركسي للتاريخ، فقد طوره علماء الآثار في الاتحاد السوفيتي خلال بداية القرن العشرين. وأصبحت النظرية الأثرية السائدة في ذلك البلد، ثم اعتمدها علماء الآثار في دول أخرى، ولا سيما المملكة المتحدة، حيث نشرها عالم الآثار المؤثر جوردون تشايلد. ومع صعود علم الآثار ما بعد الإجرائي في الثمانينيات والتسعينات من القرن الماضي، أصبحت بعض أشكال علم الآثار الماركسية شائعة مرة أخرى في أوساط المجتمع الأثري.
وقد اتسم علم الآثار الماركسي بأنه «اعتمد عموما قاعدة مادية ونهجا إجرائيا مع التأكيد على السياق التاريخي والتطوري للبيانات الأثرية.» وتقول النظرية أنه ينبغي دراسة المجتمعات السابقة من خلال التحليل الماركسي، وبالتالي وجود أساس مادي. بحسبه فإن التغيير المجتمعي يأتي من خلال الصراع الطبقي، وعلى الرغم من أنه كان في الماضي يرى أن المجتمعات البشرية تتقدم من خلال سلسلة من المراحل، بدءا من الشيوعية الأولية مرورا بالعبودية والإقطاع ومن ثم الرأسمالية، فإن يتخذ اليوم عادة موقفا نقديا من هذا النمط التطوري.
يعتقد علماء الآثار الماركسيون بشكل عام أن الاستقطاب الثنائي القائم بين المناقشات الإجرائية وما بعد الإجرائية هو معارضة متأصلة في إنتاج المعرفة ومتوافقة مع الفهم جدلي للعالم. ويعتقد العديد من علماء الآثار الماركسيين أن هذا الاستقطاب الذي يغذي الأسئلة ضمن الحقل الأنثروبولوجي (وجميع الحقول الأكاديمية)  مما يحفز التقدم في النظرية الأثرية والمعرفية. ويعتقد أن هذا التواصل المستمر والصراع بين طرفي ساحة اللعب الاستدلالية (الذاتي مقابل الموضوعي) يؤدي إلى إعادة البناء المستمرة للماضي من قبل العلماء (مكجوير 1992، 2008).

## النظرية

### التطور الاجتماعي
ويرى المفهوم الماركسي للتاريخ - الذي يعود أصله إلى كتاب إنجلز أصل العائلة والملكية الخاصة والدولة (1884) - أن المجتمع قد تطور من خلال سلسلة من المراحل التقدمية. وكان أولها الشيوعية الأولية، التي يعتقد المنظرون الماركسيون أنها كانت بين جماعات الصيادين وجامعي الثمار. وفقا للمذهب الماركسي، تطورت غالبا إلى مجتمعات العبودية، ثم المجتمعات الإقطاعية، ثم المجتمعات الرأسمالية، التي الماركسيين علما هو الشكل المهيمن اليوم. غير أن الماركسيين يعتقدون أن هناك في الواقع مرحلتين اجتماعيتين إضافيتين ليتقدم إليهما المجتمع الإنساني وهما الاشتراكية ثم الشيوعية. وغالبا ما يفسر علماء الآثار الماركسيون السجل الأثري بعرض هذا التقدم من خلال أشكال المجتمع. وكان لهذا النهج شعبية خاصه في الاتحاد السوفيتي تحت جوزيف ستالين، وكما قال عالم الآثار بروس تريجر لاحقا:
وتتناقض الدوغماتية التي يتقيد بها علماء الاجتماع السوفيتيون مع هذا المخطط بشكل حاد مع الآراء التي أعرب عنها ماركس وإنجلز، الذين كانوا على استعداد للنظر في نماذج متعددة الخطوط للتطور الاجتماعي، وخاصة فيما يتعلق بفترات سابقة من التطور البشرية.
يركز علم الآثار الماركسي على دراسة كيفية عاش البشر وعملوا في الماضي. في محاولة للقيام بذلك، ندد علماء الآثار الماركسيين العاملين في الاتحاد السوفياتي خلال 1920ات والعقود التالية ما رأوه «علم التحف»، التصنيف البسيط للقطع الأثرية بحسب الأنماط، لأنهم يعتقدون أنه خطف التركيز عن البشر الذين أنتجوها واستخدموها.

## التاريخ

### إرهاصات
حينما صاغ كارل ماركس وفريدريك إنجلز النظرية الماركسية في منتصف القرن التاسع عشر، فقد ألفا العديد من الكتب حول موضوع التاريخ، ولكنهم لم يكتبوا شيئا عن علم الآثار، أو كيف يمكن فهمه في إطار ماركسي. وفقا لعالم الآثار بروس تريجر، فإن أكثر المقاطع صلة حول هذا الموضوع  من كتابة ماركس موجود في دراسته الملحمية للاقتصاد السياسي، رأس المال، الذي كتب فيه:
إن بقايا آثار وسائل العمل الغابرة تتمتع بالنسبة لدراسة التشكيلات الاجتماعية -الاقتصادية المندثرة، بنفس الأهمية التي تتسم بها المتحجرات العظمية بالنسبة لدراسة أصناف الحيوان المنقرضة. فما يتيح لنا تمييز العصور الاقتصادية المختلفة ليس الأشياء المصنوعة، بل طريقة صنعها ووسائل العمل المستخدمة في ذلك. إن وسائل العمل ليست معيارا ينمّ عن درجة التطور التي بلغتها قوة العمل البشري فحسب، بل إنها، أيضا، مؤشرات تعكس العلاقات الاجتماعية التي جرى ذلك العمل في ظلها. رأس المال الفارابي 1 ص236.

### في الاتحاد السوفيتي
بدأ علم الآثار الماركسي في الاتحاد السوفيتي، وهي دولة تديرها حكومة ماركسية، خلال العشرينات من القرن العشرين. بعد توليه السلطة في الإمبراطورية الروسية وقيامها بإصلاحات لتحولها إلى جمهورية اشتراكية في أعقاب ثورة 1917، شجع الحزب الشيوعي - كجزء من دعمه العام للتقدم العلمي - دراسة الآثار، فأنشأت الأكاديمية الروسية لتاريخ الثقافة المادية في عام 1919، وسرعان ما أعيد تسميتها أكاديمية الدولة لتاريخ الثقافة المادية بعد إعادة تسمية الإمبراطورية بالاتحاد السوفيتي، كان مركزها في لينينغراد (اليوم سانت بطرسبرغ)، وقد قامت في البداية باتباع النظريات الأثرية الموجودة، وتحديدا علم الآثار الثقافي-التاريخي.
بعد صعود جوزيف ستالين إلى السلطة في الاتحاد السوفيتي في عام 1924، كان هناك تركيز متزايد على الأكاديميين كي يجعلوا نتائج أبحاثهم تتماشى مع النظريات الماركسية. كجزء من هذا، منعت الحكومة علماء الآثار السوفيتي من الاتصال مع نظرائهم الأجانب، وحثت علماء الآثار على فهم بياناتهم في إطار نظرية التاريخ التي وضعها ماركس وإنجلز. في عام 1929، نشر عالم الآثار الشاب فلاديسلاف رافدونيكاس (1894-1976) تقريرا بعنوان «تاريخ سوفيتي للثقافة المادية»، حدد فيه إطارا لعلم الآثار الماركسي. وضمن هذا العمل، انتقد الانضباط في علم الآثار لكونه برجوازي الطابع، أي أنه مناهض للماركسية، وبعد نشر التقرير أصبح هناك توجه للتنديد بهذه الأفكار الأثرية والأبحاث العلمية السابقة، على سبيل المثال في مؤتمر عموم روسيا لعلم الآثار والإثنوغرافيا التي عقدت في عام 1930.
سرعان ما ترقى رافدونيكاس وغيره من علماء الآثار الماركسيين الشباب إلى مراتب هامة في المجتمع الأثري في الاتحاد السوفياتي، وكان من علماء الآثار الماركسية الملحوظين في هذه الفترة يفجيني كريشيفسكي، أ.ب. كروغلو، ج.ب. بودغايتسكي وب.ن. ترتياكوف. وفقا لعالم الآثار بروس تريجر، كان علماء الآثار الشباب هؤلاء «متحمسين، ولكن ليسوا  أصحاب خبرة كبيرة في الماركسية أو في علم الآثار.» في الثلاثينيات، اعتمد مصطلح «علم الآثار السوفيتي» في البلاد لتمييز علم الآثار الماركسي على النحو الذي يفهمه علماء الآثار السوفيتيون من «علم الآثار البرجوازي» للدول الأخرى غير الماركسية. مربوطا بالحقل الأكاديمي للتاريخ، شهد هذا العقد نشر العديد من الكتب الأثرية في الاتحاد، فضلا عن بداية ما سيصبح أول مجلة أثرية في البلاد، سوفيتسكايا أرخولوجييا، وفتح العديد من الوحدات الأثرية وحدات في الجامعات.

### في أمريكا اللاتينية
في أمريكا اللاتينية، تطور شكل من أشكال الفكر الماركسي الأثري المعروف باسم «علم الآثار الاجتماعي»  خلال 1970ات، ومقرها في المقام الأول في بيرو وفنزويلا ولكن مع بعض التأثير في الاكوادور. كان رواده لويس لومبريراس في بيرو وماريو سانوجا وإيرادا فارغاس في فنزويلا.

### في العالم الغربي
في عام 1935، زار عالم الآثار الأسترالي النافذ فير جوردون تشايلد الاتحاد السوفيتي. قبل ذلك كان قد بدأ بالفعل النظر إلى المجتمعات من وجهة نظر أنها تطورات في المقام الأول وفقا للوسائل الاقتصادية، وقد بدأت في رفض علم الآثار التاريخي الثقافي في أواخر 1920ات.
وفقا لعلماء الآثار كولن رينفرو وبول بان، «في أعقاب التصاعد في النقاش النظري الذي أعقبت الأثر الأولي لعلم الآثار الجديد، كان هناك عودة للاهتمام في تطبيق بعض أبعاد مؤلفات ماركس الأولى على علم الآثار، وقد أعاد فحص العديد منها علماء الأنثروبولوجيا الفرنسيين في 1960ات و1970ات.»